# Motor longitudinal

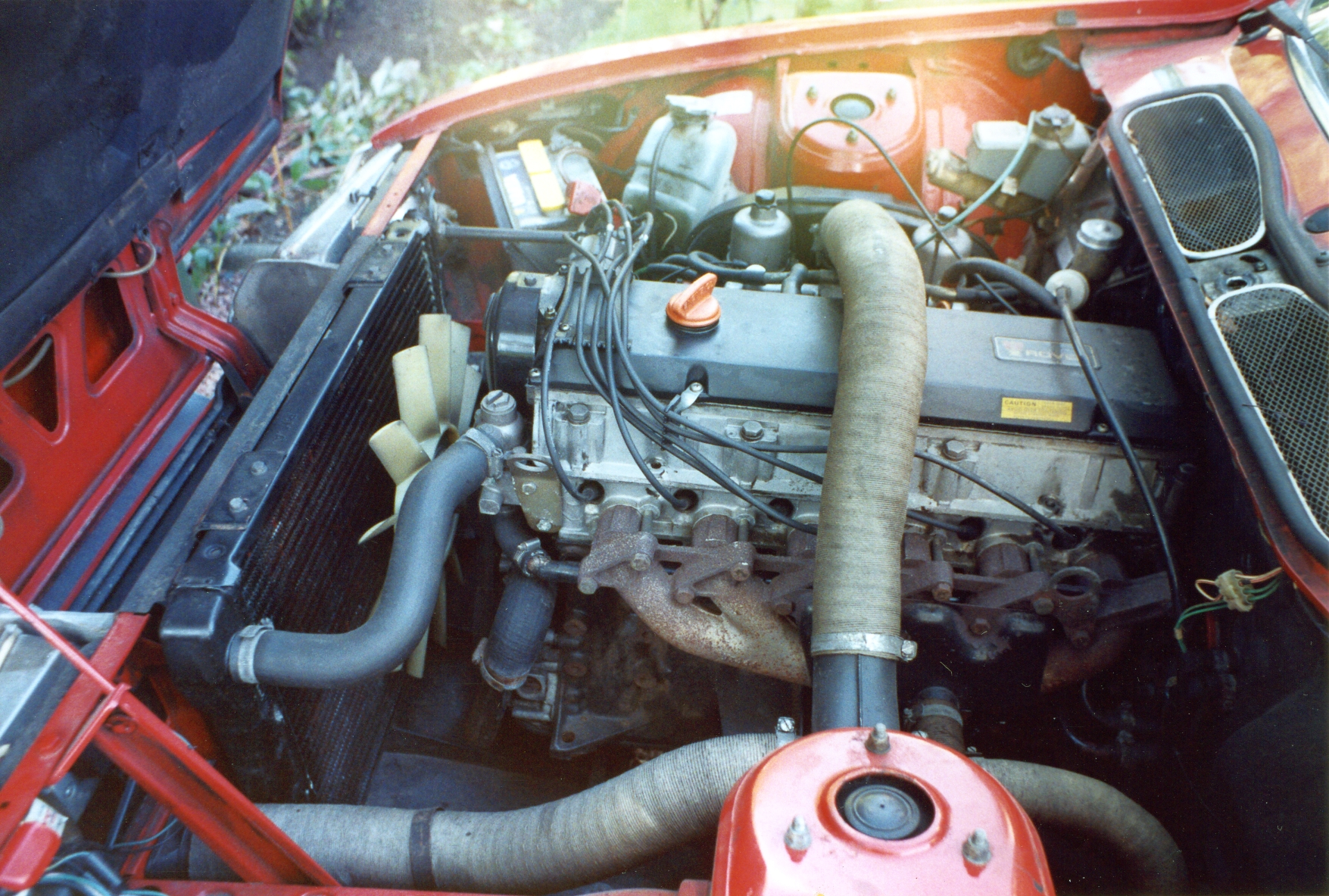
Motor longitudinal, de seis cilindros en línea en un Rover SD1

En ingeniería automotriz y en la tecnología de motocicletas, un motor a lo largo o un motor longitudinal es un motor de combustión interna en el cual el cigüeñal está orientado a lo largo del eje mayor del vehículo, es decir, de adelante hacia atrás.

## Montaje longitudinal del cigüeñal en automóviles
- Motor longitudinal trasero con el motor colocado detrás de la caja de cambios. Disposición tradicional de los vehículos todo atrás. Su razón de ser estaba en la economía de producción, permitiendo vehículos amplios y baratos de producir: La caja de cambios se sitúa en prolongación del cigüeñal, formando un transeje en el que el motor va detrás del eje transversal de las ruedas traseras, permitiendo una habitabilidad óptima. El transeje va fijado al chasis por lo que la suspensión necesariamente debe ser independiente, utilizando ejes oscilantes o brazos semitirados. Este disposición presenta el inconveniente de situar el peso del motor detrás de las ruedas traseras, por lo de cara a la estabilidad es desable que el motor sea lo más corto posible como los motores bóxer de los Volkswagen Tipo 1 o Porsche 911

- Motor central-longitudinal trasero con el motor colocado antes de la caja de cambios. Disposición también conocida como motor "central trasero", utilizado por primera vez en serie en el Rumpler Tropfenwagen y en algunos vehículos mercedes de preguerra como el Mercedes 150, hoy solo se utiliza en vehículos deportivos como el Porsche Boxster o el Toyota MR2 por limitar la habitabilidad trasera.

- Motor longitudinal delantero con la caja de cambios tras el eje delantero y propulsión trasera. Disposición más habitual en el siglo XX, puede utilizarse tanto con suspensiones independientes traseras como por ejemplo la mayor parte de la gama de Mercedes-Benz, como con dependientes traseras como en la práctica totalidad de los modelos clásicos de propulsión trasera, en cuyo caso hablamos de "transmisión Hotchkiss".

- Motor central-longitudinal delantero, con la caja de cambios situada por delante del eje delantero y tracción delantera. Disposición utilizada por la pionera Citroën en los Avant y DS, por Renault en su transición a la tracción delantera en los (R-16, R-4 y R-5 y derivados), así como por muchos vehículos industriales. Esta disposición favorece el reparto de pesos y técnicamente permite acoplar directamente el Transeje de vehículos "todo atrás" como el Renault 8 (motor longitudinal trasero situado detrás de la caja de cambios) en la parte delantera de vehículos "todo delante" como el Renault 4, en el que por economía incluso se mantuvo el mando original de la caja de cambios, accionado mediante una larga barra que atravesaba el compartimento motor.

- Motor longitudinal con la caja de cambios tras el eje delantero y tracción delantera. Disposición habitual utilizada por muchas marcas pioneras de la tracción delantera. Técnicamente es un sistema más sencillo que el motor central-logitudinal porque permite un accionamiento más sencillo de la caja de cambios y que el motor el motor transversal, porque permite el uso de semiejes de igual longitud. A cambio implica que el peso del motor va "colgado" por delante del eje delantero -como por otra parte es habitual el los vehículos de tracción trasera y motor delantero- aunque descargando el eje trasero de la masa de la transmisión como en aquellos, lo que supone un reparto de pesos desfavorable. Se utilizó por Renault en los R-12,R-20, R-25 y sus derivados, por algunas marcas japonesas y actualmente los Audi a partir del Audi A4

- Motor longitudinal con la caja de cambios en el cárter y tracción delantera. Sistema in-sump de Triumph Motor Company/Saab. Desarrollado para el Triumph 1300, se trataba de la respuesta de Leyland al sistema desarrollado por el grupo rival BMC para el Mini, utilizando una disposición similar pero con el motor ubicado longitudinalemte, tenía el inconveniente de la gran altura del conjunto, que condicionaba la forma de la carrocería, .

- Motor central-longitudinal delantero y tracción total. Disposición utilizada en versiones con tracción delantera conectable de las versiones 4X4 de algunos vehículos con motor longitunal y tracción trasera como las versiones "X" de la marca BMW, utilizados como base para sus primeros prototipos de híbridos o muchos todoterreno como el Jeep Wrangler. En estos vehículos se sitúa una caja de transferencias a continuación de la caja de cambios que habitualmente hace también las funciones de caja reductora. De esta caja parte un eje de transmisión hacea cada uno de los ejes.

## Montaje longitudinal del cigüeñal en motocicletas

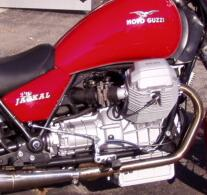
Moto Guzzi Jackal con un motor V2 longitudinal de 90°.

El motor V2 con cigüeñal a lo largo como se puede ver en Moto Guzzis y algunas Hondas es menos común en las motocicletas. Esta configuración está mejor orientada para la transmisión por eje cardán, eliminándose en ese caso la necesidad de un engrane a 90° en uno de los extremos del eje cardán. Una moto con eje cardán a lo largo, ajusta a la perfección en los cuadros típicos, dejando un muy buen espacio para un eje cardán, aparte que los cilindros pueden tener un muy buen flujo de aire para enfriamiento. El montaje del motor con cigüeñal a lo largo implica también una reacción a la torca en los casos de aceleración y deceleración pronunciada al motor. Para contrarrestarla se puede tener un volante o un alternador con giro contrario al giro resultante del cigüeñal y tren motor.

### Controversia
A diferencia de en los automóviles donde el cigüeñal está situado directamente bajo los cilindros y por tanto orientado en el mismo sentido que estos, en motores de motocicleta a menudo la orientación del cigüeñal es perpendicular a la de los cilindros (como en los motores V2), por lo que el términto transversal o longitudinal suele referirse a la orientación del cigüeñal respecto de la transmisión.  Sin embargo no todas las fuentes utilizan esa convención, destacando notablemente Moto Guzzi, que la usa de forma invertida, porque le dicen motor transversal al de cigüeñal longitudinal, ya que necesita cambiar en 90 grados el eje de giro para manejar la llanta impulsora con cadena de transmisión. (Aunque un motor con eje cardán necesitaría ese eje longitudinal sin cambio a 90° para transmitir el movimiento a la llanta impulsora).
. Por eso es mejor especificar que transversal o longitudinal se refiere al eje del cigüeñal., o al eje de los cilindros: cilindros montados transversalmente.